# Панічні покупки

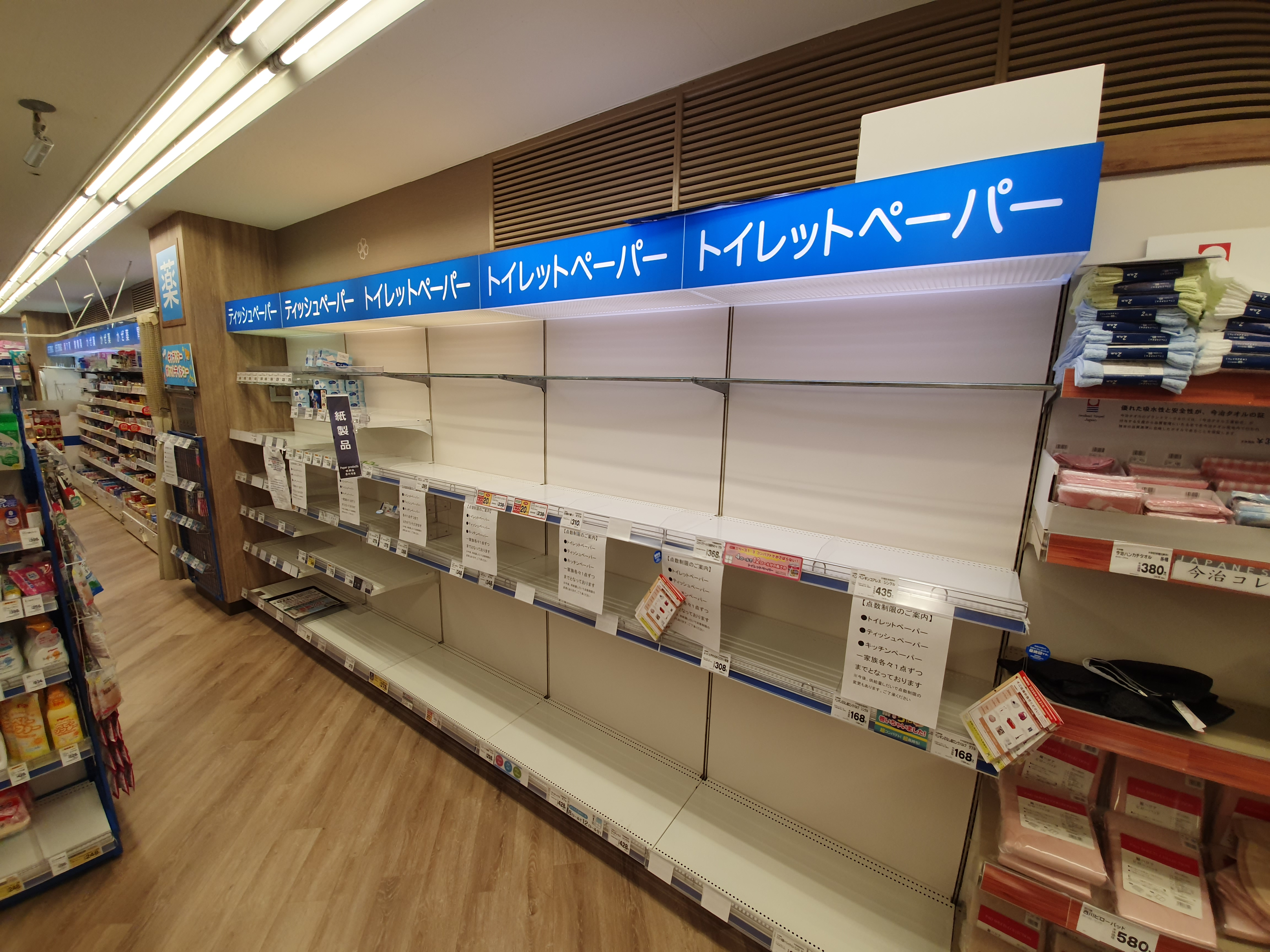
Наслідки вибіркової панічної купівлі туалетного паперу під час пандемії COVID-19 у Токіо, Японія

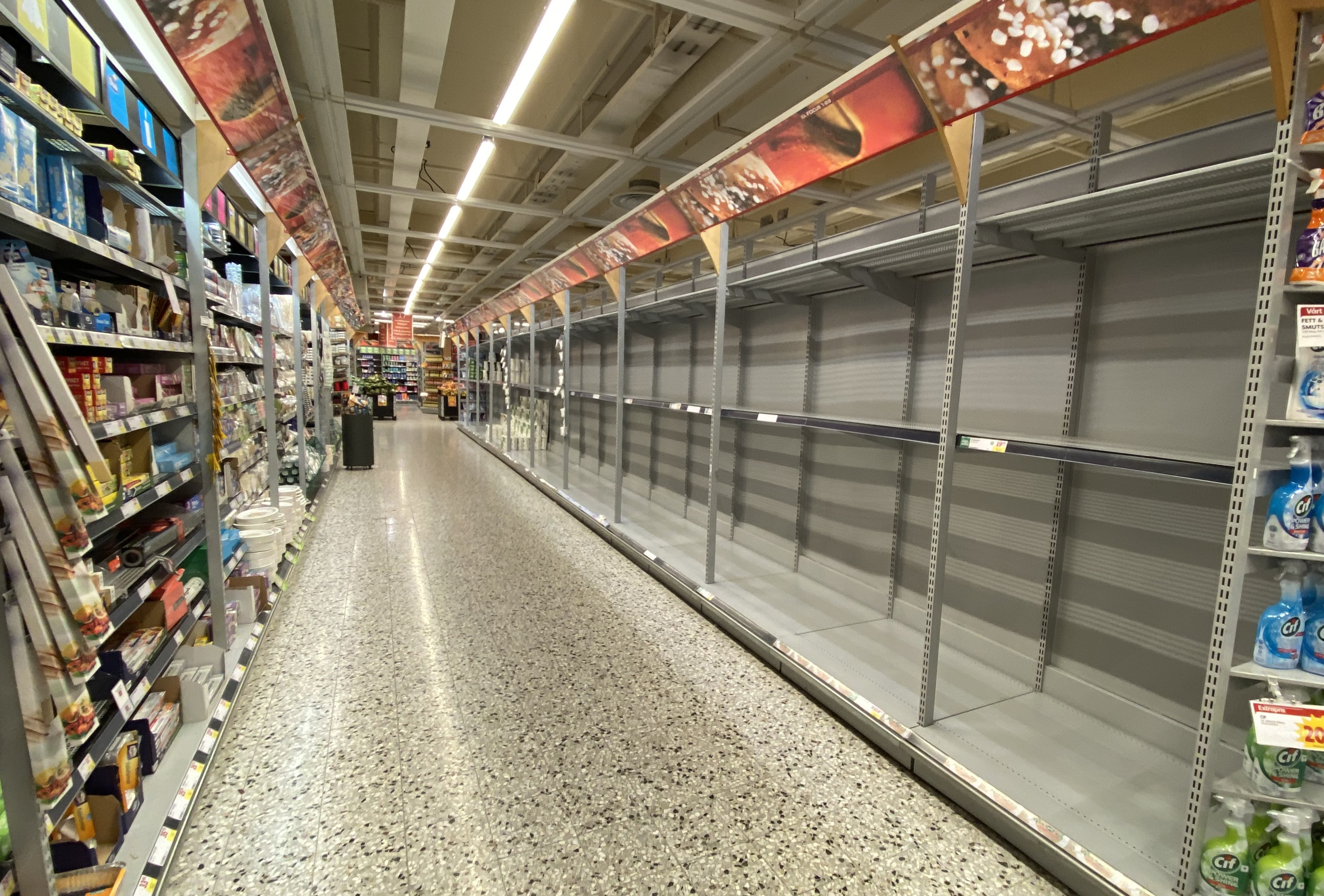
Наслідки вибіркової панічної купівлі туалетного паперу під час пандемії COVID-19 у Гетеборзі, Швеція

Панічні покупки (інша назва — панічна купівля) — термін, яким описують поведінку споживачів, коли вони купують незвичайно велику кількість товарів в очікуванні або після виникнення надзвичайної ситуації або катастрофи, чи ймовірної надзвичайної ситуації або катастрофи, або в очікуванні значного підвищення ціни чи дефіциту товару.
На появу панічних покупок під час надзвичайних ситуацій у сфері охорони здоров'я впливають:
- сприйняття індивідами загрози кризи охорони здоров'я та дефіциту продуктів;
- страх перед невідомим, який спричинений емоційним тиском і невизначеністю;
- поведінка пристосування, яка розглядає панічні покупки як спосіб зняти тривогу та відновити контроль над кризовою ситуацією;
- соціально- психологічні чинники, які пояснюються впливом соціальних мереж на особу.[1]

Панічні покупки — це тип поведінки натовпу. Вона може бути предметом досліджень для теорії споживчої поведінки — широкого поля економічних досліджень, що займається поясненнями колективних дій, таких як примхи та мода, рух фондових ринків, скуповування товарів довготривалого користування, купівля, накопичення та банківська паніка.

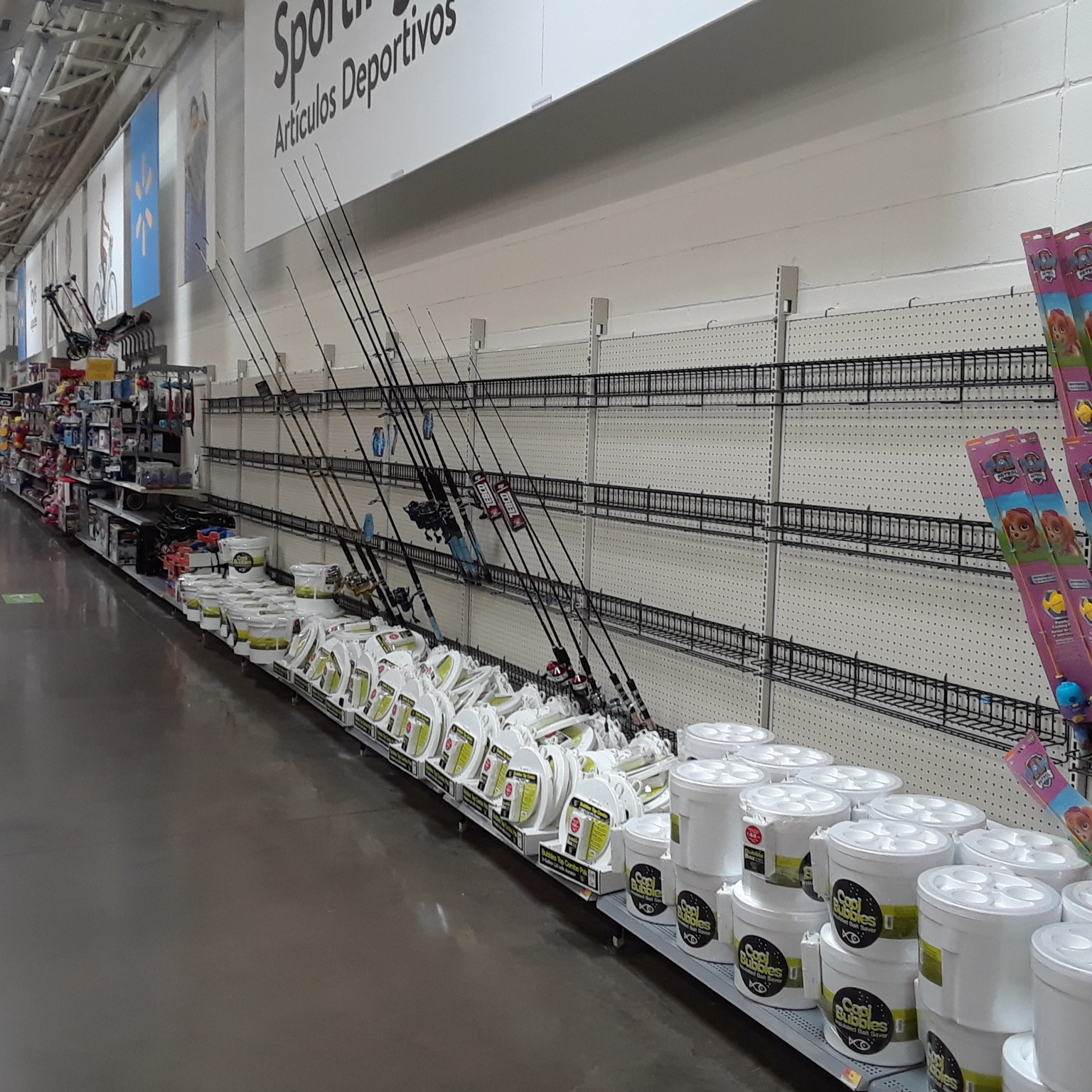
Панічна купівля вудок для риболовлі у Корпус-Крісті, штат Техас, під час пандемії COVID-19

Панічні покупки можуть призвести до справжнього дефіциту, незалежно від того, чи є ризик дефіциту реальним чи уявним; останній сценарій є прикладом самовтілюваного пророцтва.

## Приклади панічних покупок
Панічні покупки відбувались до, під час або після:
- Першої[5][6][7] та Другої світових воєн.[8][9][10]
- Пандемія іспанського грипу («іспанка») 1918—1919 років призвела до панічного скуповування хініну та інших ліків від грипу та його симптомів у фармацевтів і лікарнях.[11] Продажі мазі «Vicks VapoRub» зросли з 900 тисяч до 2,9 мільйонів доларів США за рік.[12]
- У Першій Австрійській Республіці в 1922 році гіперінфляція та швидке знецінення австрійської крони призвели до панічних покупок та накопичення продуктів харчування, яка тривала доти, доки допомога за підтримки Ліги Націй не запобіг економічному краху.[13]
- Голод у Бенгалії в 1943 році.[14]
- Карибська криза 1962 року призвела до панічної скупки консервів у США.[15]
- Паніка туалетного паперу в США в 1973 році.[16]
- Нафтова криза 1979 року призвела до панічної купівлі нафти на чолі з Японією.[17]
- Поява нової Кока-коли в 1985 році спонукала багатьох споживачів до панічних покупок оригінальної «Кока-коли».[18][19]
- Проблема 2000 року — скуповування їжі.[20][21]
- У 2001 році спостерігалась панічна купівля металів, золота та нафти на міжнародних товарних ринках після терактів 11 вересня.[22]
- У січні та лютому 2003 року, під час спалаху SARS, у китайській провінції Гуандун та в сусідніх регіонах, зокрема також у Хайнані та Гонконзі, відбулося кілька раундів панічної купівлі різноманітних продуктів (зокрема, солі, рису, оцту, рослинної олії, антибіотиків, масок та ліків традиційної китайської медицини).[23]
- Під час протестів проти зростання цін на паливо у Великій Британії 2000 та 2005 роках.[24][25]
- Під час вибухів на хімічному заводі в Цзіліні у 2005 році — вода, їжа.[26]
- Дефіцит боєприпасів у США у 2008—2016 роках — однією з причин дефіциту боєприпасів стала паніка власників зброї, які боялися посилення законів про контроль над зброєю за президентства Барака Обами.[27][28]
- У вересні 2013 року, під час економічної кризи у Венесуелі, уряд країни тимчасово націоналізував завод туалетного паперу «Paper Manufacturing Company», що розміщений в Арагуа, щоб керувати «виробництвом, маркетингом і розповсюдженням» туалетного паперу після місяців вичерпання запасів основних товарів, включно з туалетним папером та харчовими продуктами, такими як рис і рослинна олія. Провину за дефіцит покладено на «непродуману урядову політику, таку як контроль над цінами на основні товари та жорсткі обмеження на іноземну валюту» та її накопичення.[29]
- Дакасо. На тлі зниження підтримки перед муніципальними виборами у Венесуелі 2013 року президент Венесуели Ніколас Мадуро 8 листопада 2013 року повідомив про військову окупацію магазинів, проголосивши «Не залишайте нічого на полицях!».[30] Повідомлення про зниження цін викликало мародерство в багатьох містах Венесуели.[31] До кінця Дакасо багато венесуельських магазинів залишилися порожніми. Через рік, у листопаді 2014 року, деякі магазини все ще залишалися порожніми після Дакасо.[30]
- У вересні 2021 року панічне скуповування бензину призвело до того, що АЗС у Великій Британії спорожніли. Звинувачення в нестачі бензину покладали на водіїв бензовозів, причому, на думку більшості респондентів Асоціації автомобільних перевезень, основною причиною дефіциту бензину був Брекзит.[32]
- У листопаді 2021 року у внутрішній частині Британської Колумбії та долині річки Фрейзер внаслідок повеней у північно-західній частині Тихого океану 2021 року спостерігались панічні покупки.[33]
- 3 березня 2022 року в Росії розпочалися панічні покупки меблів і побутової техніки фірми IKEA через рішення компанії закрити 17 магазинів у країні під час російського вторгнення в Україну в 2022 році. Повідомлялося про великі черги в магазинах IKEA в Москві та Санкт-Петербурзі, і покупці намагалися зайти через вихідні двері у той час, коли вхідні двері були зачинені.[34]

### Пандемія коронавірусної хвороби
Панічна купівля стала основним явищем у світі в лютому та березні 2020 року під час початкового етапу пандемії коронавірусної хвороби і тривала меншими, більш локалізованими хвилями під час спорадичних карантинів по всьому світу. У магазинах по всьому світу закінчились такі товари, як захисні маски для обличчя, їжа, бутильована вода, молоко, туалетний папір, дезінфікуючий засіб для рук, спирт, антибактеріальні серветки та знеболюючі засоби. Унаслідок цього, багато роздрібних торговців нормували продаж цих товарів. Інтернет-магазини eBay і Amazon почали відкликати певні товари, виставлені на продаж третіми сторонами, зокрема туалетний папір, маски для обличчя, макарони, консервовані овочі, дезінфікуючі засоби для рук і антибактеріальні серветки через занепокоєння підвищенням цін на них. У результаті «Amazon» обмежив продаж цих та інших предметів (таких як термометри та апарати штучної вентиляції легень) медичним працівникам і державним установам. Крім того, під час початку пандемії відбулася панічна оренда складів індивідуального зберігання. Масове скуповування туалетного паперу викликав здивування та збентеження громадськості. Зображення порожніх полиць для туалетного паперу поширювалися в соціальних мережах у багатьох країнах світу, наприклад, в Австралії, США, Великій Британії, Канаді, Сінгапурі, Гонконгу та Японії. В Австралії двох жінок звинуватили у бійці через туалетний папір у супермаркеті. Серйозність панічних покупок спричинила критику; зокрема прем'єр-міністр Австралії Скотт Моррісон закликав австралійців «припинити це». Дослідження цього специфічного соціального явища накопичення туалетного паперу показало, що соціальні медіа зіграли вирішальну роль у стимулюванні масової тривоги та паніки. Дослідження соціальних медіа показало, що багато людей, які писали про панічні покупки туалетного паперу, були негативно налаштовані, виражаючи гнів або розчарування через важку ситуацію. Така велика кількість негативних вірусних постів може стати емоційним тригером тривоги та паніки, спонтанно поширюючи страх і підживлюючи психологічні реакції в розпал кризи. Можливо, це викликало ефект снігової кулі в громадськості, посилений зображеннями та відео порожніх полиць і людей, які б'ються за рулони туалетних паперів.

## Галерея

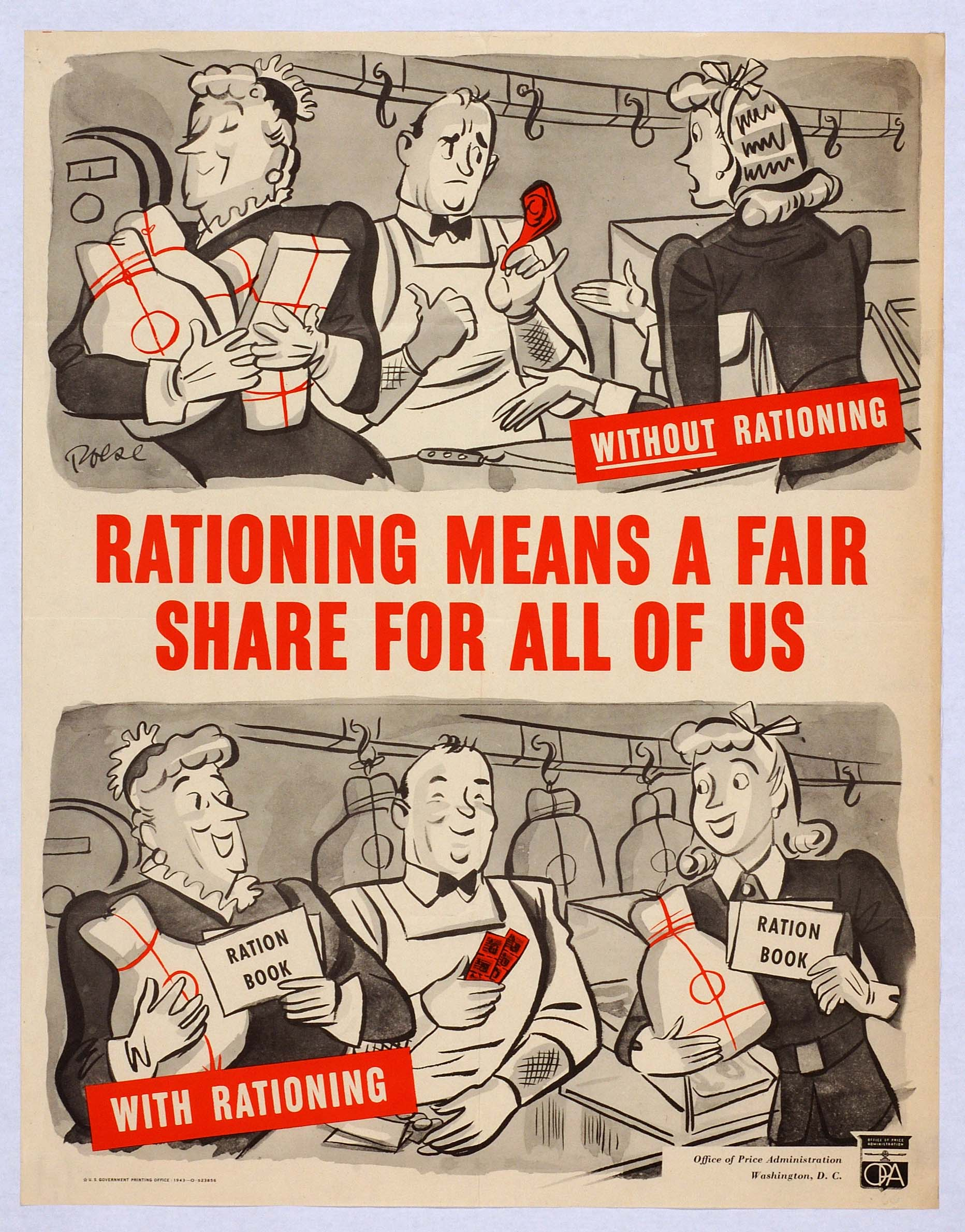
Плакат із Сполучених Штатів під час Другої світової війни, який показує наслідки панічної купівлі товарів
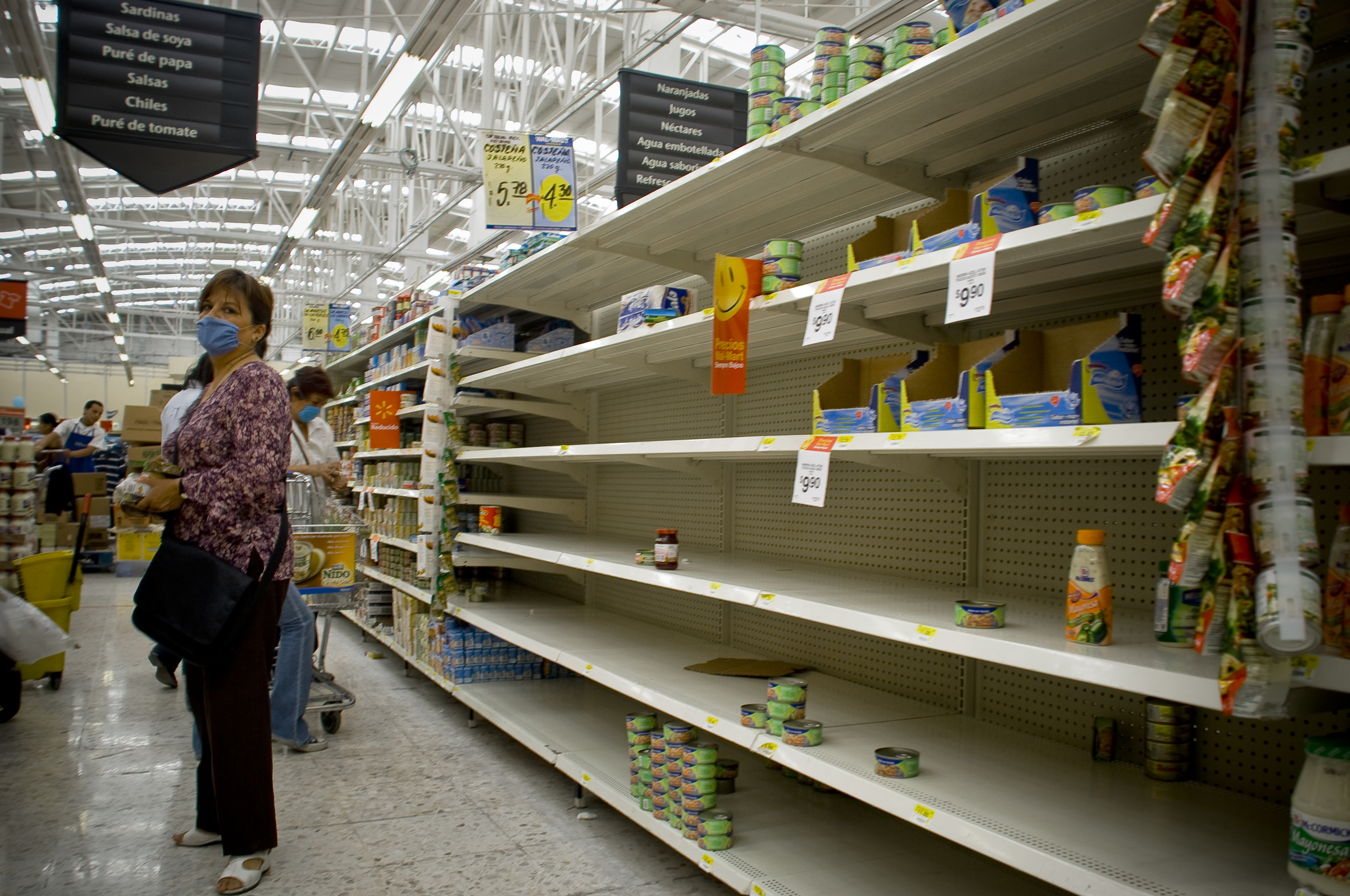
Покупці у «WalMart» у Мехіко в паніці купують консерви під час пандемії грипу 2009 року
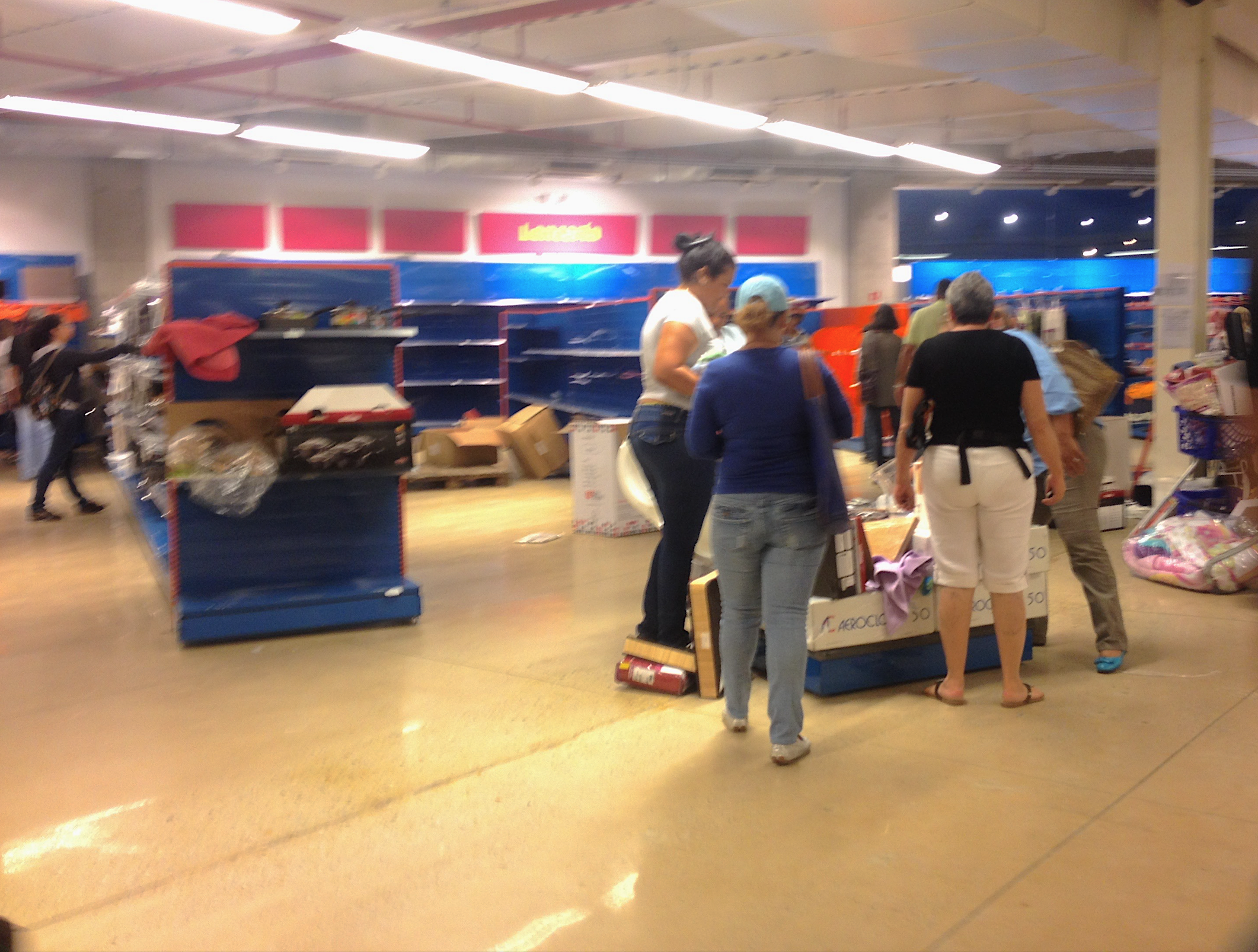
Венесуельці хапаються за речі під час Дакасо, кризи у Венесуелі
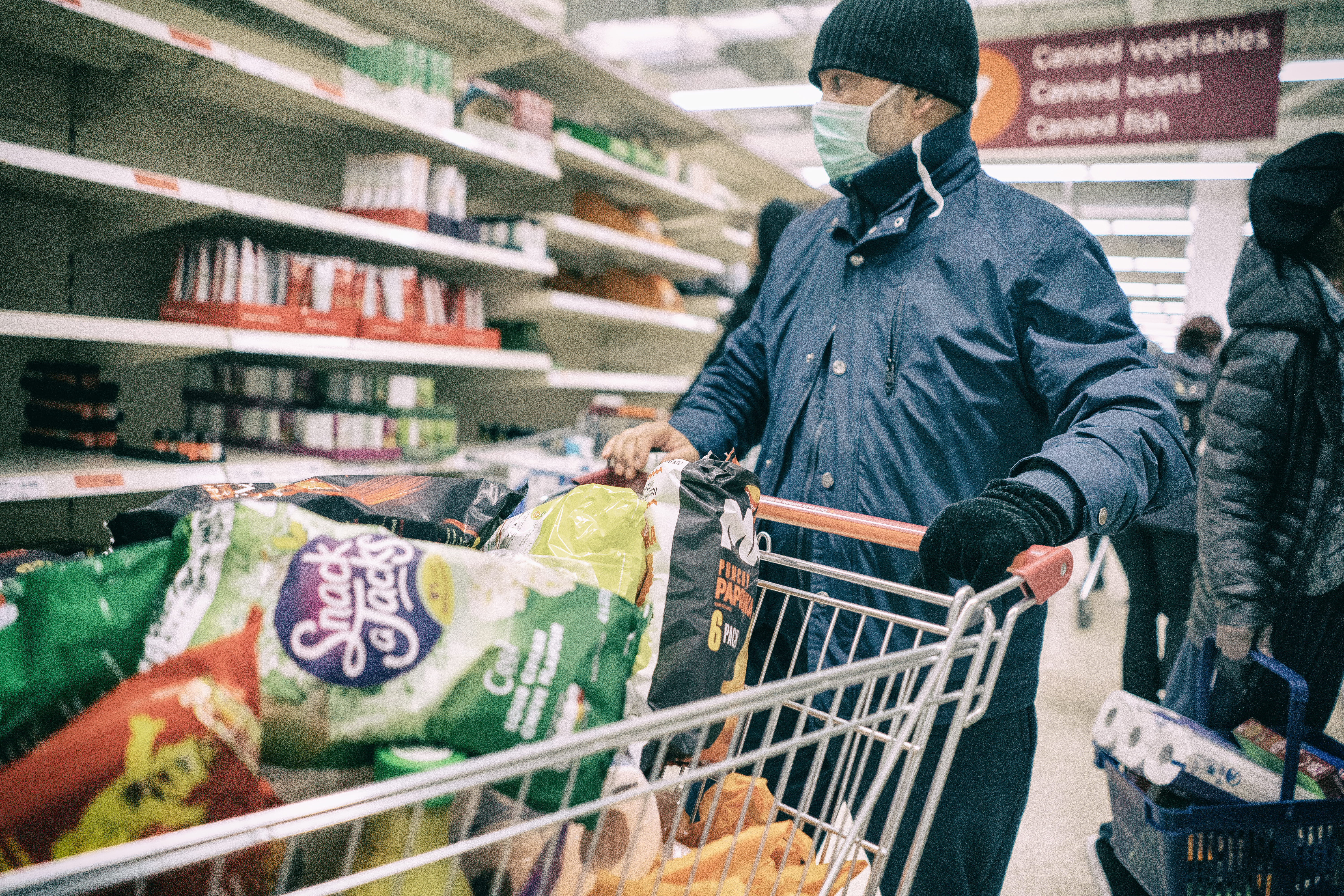
Покупці в Лондоні в паніці купують консерви та туалетний папір під час пандемії COVID-19
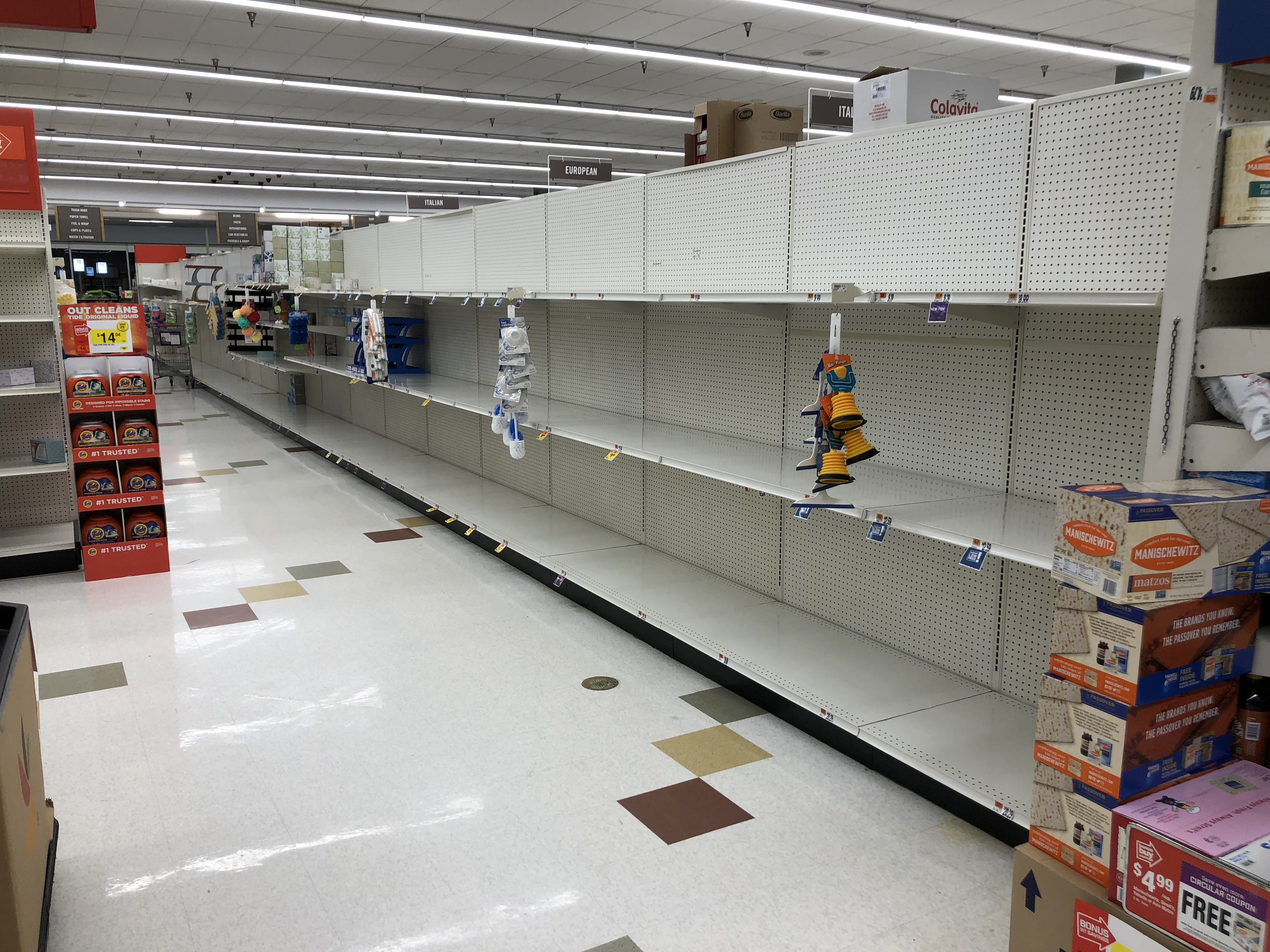
Панічні покупки в супермаркеті «Giant» у Франклін-Фарм, штат Вірджинія, під час пандемії COVID-19 у березні 2020 року